# Distrito electoral local 1 de Tabasco
El Distrito Electoral Local 1 de Tabasco es uno de los 21 Distritos Electorales en los que se encuentra dividido el territorio del estado de Tabasco. Su cabecera es la ciudad de Tenosique, en el municipio de Tenosique, Tabasco.
Desde la redistritación de 2016 está formado por 44 secciones electorales ubicadas en el municipio de Balancán y 45 ubicadas en el municipio de Tenosique.

## Distritación actual

### Distritación electoral de 2016
El 30 de noviembre de 2016, un nuevo acuerdo del Consejo Estatal del Instituto de Electoral y de Participación Ciudadana de Tabasco determinó mantener la cabecera del Distrito Electoral Local 1 en Tenosique y conformarlo de la siguiente manera:
- Municipio de Balancán: 44 secciones, de la 1 a la 25 y de la 27 a la 45.
- Municipio de Tenosique: 45 secciones, de la 1089 a la 1133.

## Distritaciones anteriores

### Distritación electoral de 1996
La distritación electoral local de 1996 estableció el distrito en el municipio de Balancán y su cabecera distrital en la cabecera municipal, Balancán.

### Distritación electoral de 2002
La redistritación de 2002 mantuvo el distrito en el municipio de Balancán, con cabecera distrital en la cabecera municipal, Balancán.

### Distritación electoral de 2011
El acuerdo del Consejo Estatal del Instituto de Electoral y de Participación Ciudadana de Tabasco (IEPCT) publicado en el Periódico Oficial del Estado de Tabasco el 24 de noviembre de 2011 estableció que el Distrito Electoral Local 1 de Tabasco tuviera cabecera en la ciudad de Tenosique y estuviera conformado de la siguiente manera:
- Municipio de Balancán: 45 secciones, de la 1 a la 45
- Municipio de Tenosique: 45 secciones, de la 1089 a la 1133

## Diputados por el distrito
| Diputado                          | Partido por el que fue electo (a)                                                                                              | Grupo Parlamentario                  | Legislatura       | Periodo                                           | Cabecera Distrital |
| --------------------------------- | --- | ------------------------------------ | ----------------- | ------------------------------------------------- | ------------------ |
| Milton Lastra Valencia            | Partido Revolucionario Institucional                                                                                           | Partido Revolucionario Institucional | LVI Legislatura   | 1 de enero de 1998 - 31 de diciembre de 2000      | Balancán           |
| Ulises Coop Castro                | Partido Revolucionario Institucional                                                                                           | Partido Revolucionario Institucional | LVII Legislatura  | 1 de enero de 2001 - 31 de diciembre de 2003      | Balancán           |
| Miguel Salim Nazur Rivera         | Partido de la Revolución Democrática                                                                                           | Partido de la Revolución Democrática | LVIII Legislatura | 1 de enero de 2004 - 31 de diciembre de 2006      | Balancán           |
| Lucas Guzmán Sarao                | Partido Revolucionario Institucional                                                                                           | Partido Revolucionario Institucional | LIX Legislatura   | 1 de enero de 2007 - 31 de diciembre de 2009      | Balancán           |
| Alberto de la Cruz Pozo           | Partido Acción Nacional | Partido Acción Nacional              | LX Legislatura    | 1 de enero de 2010 - 31 de diciembre de 2012      | Balancán           |
| Erubiel Alonso Lorenzo Que        | Coalición Compromiso con Tabasco Partido Revolucionario Institucional Partido Verde Ecologista de México Partido Nueva Alianza | Partido Revolucionario Institucional | LXI Legislatura   | 1 de enero de 2013 - 31 de diciembre de 2015      | Tenosique          |
| Yolanda Isabel Bolón Herrera      | Candidatura Común Partido de la Revolución Democrática Partido Nueva Alianza                                                   | Partido de la Revolución Democrática | LXII Legislatura  | 1 de enero de 2016 - 4 de septiembre de 2018      | Tenosique          |
| Julia del Carmen Prado Contreras  | Movimiento Regeneración Nacional                                                                                               | Movimiento Regeneración Nacional     | LXIII Legislatura | 5 de septiembre de 2018 - 4 de septiembre de 2021 | Tenosique          |
| Dolores del Carmen Moreno Zubieta | Movimiento Regeneración Nacional                                                                                               | Movimiento Regeneración Nacional     | LXIII Legislatura | Por iniciar                                       | Tenosique          |

## Resultados Electorales

### 2018
|  | 20.34 % |

|  | 10.10 % |

|  | 1.02 % |

|  | 0.86 % |

|  | 43.47 % |

|  | 8.13 % |

|  | 1.14 % |

|  | 10.72 % |

|  | 0.06 % |

|  | 4.16 % |

|  | 100.0 % |

### 2021
|  | 16.17 % |

|  | 3.20 % |

|  | 13.98 % |

|  | 1.13 % |

|  | 1.01 % |

|  | 52.69 % |

|  | 5.60 % |

|  | 1.34 % |

|  | 2.41 % |

|  | 0.01 % |

|  | 2.45 % |

|  | 100.0 % |